# Monesis
Els monesis (en llatí: Monesii, Osii o Onesii) van ser un poble aquità esmentat per Plini el Vell que els situa al Saltus Pyrenaeus. El seu nom s'hauria conservat en el de la vila de Monenh, entre Pau i Navarrencs, al departament dels Pirineus Atlàntics.